# Газль Аль-Мехалла
Газль Аль-Мегалла' (Ghazl El-Mehalla) — єгипетський футбольний клуб, що базується в Ель-Махалла-ель-Кубра, в пів-мільйонному і найбільшому місті губернаторстві Гарбія. Одна з найдавніших та популярніших футбольних команд дельти Нілу, яка шість разів брала участь в фіналах Кубка країни з футболу й раз була Чемпіоном країни в 1973 році.

## Турнірні здобутки
- Єгипетська прем'єр-ліга:

Чемпіон - 1973 рік
- Кубок Єгипту -

1975, 1979, 1986,1993, 1995, 2001 (фіналіст)
- Кубок Чемпіанів КАФ

1974 - фіналіст, 1975 - півфінал
- Кубок володарів кубків КАФ (CAF Cup Winners' Cup) 1 виступ:

2002 - вийшли у чверть-фінал